# ベン・ホロウィッツ
ベンジャミン・アブラハム・ホロウィッツ（1966年6月13日 - ）は、アメリカの事業家、投資家、ブロガー、および作家。テクノロジー起業家であり、マーク・アンドリーセンとともにベンチャーキャピタル会社アンドリーセン・ホロウィッツの共同設立者。彼は以前、ヒューレット・パッカードが2007年に買収したエンタープライズソフトウェア会社オプスウェアの共同設立者、社長兼最高経営責任者を務めていた。スタートアップに関する本である「Hard Things: 答えがない難問と困難に偉大なリーダーはどう立ち向かうのか」の著者。

## 初期の人生と教育
ホロウィッツは、イギリスのロンドンでベンジャミン・アブラハム・ホロウィッツとして生まれ、エリッサ・クラウタマーと保守的な作家で政策提唱者であるデイビッド・ホロウィッツの息子としてカリフォルニア州バークレーで育った。ホロウィッツの曽祖父母は、19世紀半ばから20世紀初頭に米国に引っ越したロシア帝国からのユダヤ人移民であった。
ホロウィッツは1988年にコロンビア大学コンピュータサイエンスの学士号を、1990年にUCLAコンピュータサイエンス修士号を取得している。

## キャリア
ホロウィッツは、1990年にシリコングラフィックスのエンジニアとしてキャリアを始め、1995年にマーク・アンドリーセンのネットスケープにプロダクトマネージャーとして加った。1997年から1998年まで、ホロウィッツはネットスケープのディレクトリおよびセキュリティ製品ラインの副社長を務めた。1998年にネットスケープがAOLに買収された後、AOLのeコマース部門の副社長を務めた。
1999年9月、ホロウィッツは、マークアンドリーセンらとラウドクラウドを共同設立した。ラウドクラウドは、フォード、Nike、ガネット、ニューズ・コーポレーション、米国陸軍やその他の大企業やインターネット顧客にインフラストラクチャおよびアプリケーションホスティングサービスを提供した。ラウドクラウドは2001年3月9日に上場した。
2002年6月、ホロウィッツはラウドクラウドをエンタープライズ向けソフトウェア企業オプスウェアへの転換を始めた。最初の一歩として、ラウドクラウドのコアマネージドサービス事業を現金63.5百万ドルでElectronic Data Systems（EDS）に売却した。この売却により、同社はNASDAQに上場しながらも、収益の100％がEDSから生み出されるようになった。EDSを最初のエンタープライズソフトウェアの顧客として、ホロウィッツはオプスウェアを数百の法人顧客、100ドル以上の年間収益、従業員550人を有する企業に成長させた。2007年7月、ホロウィッツは現金16億ドルでオプスウェアをヒューレット・パッカードに売却した。
ホロウィッツは、同社の歴史を通じてラウドクラウドとオプスウェアの社長兼最高経営責任者であった。その間、株価はIPO時の6ドルから最低0.35ドルまで下落し、HPへの売却時には14.25ドルで取引された   
。
オプスウェアの売却後、ホロウィッツはヒューレット・パッカードでHP Softwareの副社長兼ゼネラルマネージャーとして1年間を過ごし、3,000人の従業員と年間収益28億ドルを担当した。

### アンドリーセン・ホロウィッツ
2009年7月6日、ホロウィッツとマーク・アンドリーセンはアンドリーセン・ホロウィッツを立ち上げ、ハイテクノロジー分野のアーリーステージのベンチャー企業および軌道に乗っている成長企業に投資、助言した。アンドリーセン・ホロウィッツは、初期資本金300百万ドルで始まりと3年以内に3つのファンド、27億ドルの運営金を有するに至った。

## 私生活
ホロウィッツは、妻のフェリシア・ワイリー・ホロウィッツと共にカリフォルニア州アサートンに住んでいる。彼らは1988年に結婚し、3人の子供がいる。